# Vermelhinho
Carlos Manuel Oliveira Silva, plus communément appelé Vermelhinho, est un footballeur portugais né le 9 mars 1959 à São João da Madeira. Il évoluait aux postes de milieu latéral et d'ailier.

## Biographie
En tant que joueur du FC Porto, il remporte deux championnats et une coupe. Il est finaliste de la Coupe d'Europe des vainqueurs de coupe de football 1983-1984.
International, il possède 2 sélections en équipe du Portugal. Il est dans le groupe participant à l'Euro 1984.

## Carrière
- 1977-1978 :  AD Sanjoanense
- 1978-1979 :  Paços de Brandão
- 1980-1982 :  RD Águeda
- 1982-1989 :  FC Porto
- 1987-1988 :  GD Chaves (prêté par le FC Porto)
- 1989-1990 :  Sporting Braga
- 1990-1991 :  Sporting Espinho
- 1991-1995 :  AD Sanjoanense

## Palmarès
Avec le FC Porto :
- Finaliste de la Coupe des coupes en 1984
- Champion du Portugal en 1985 et 1986
- Vainqueur de la Coupe du Portugal en 1984
- Vainqueur de la Supercoupe du Portugal en 1983 et 1984